# Phedinopsis brazzae
Phedinopsis brazzae é uma espécie de ave da família Hirundinidae.
Pode ser encontrada nos seguintes países: Angola, República do Congo e República Democrática do Congo.